# Lionsgate
Lionsgate Entertainment Corporation — американская медиакорпорация из Ванкувера, которая до своего переезда в Калифорнию считалась самой успешной североамериканской киностудией за пределами Лос-Анджелеса.
Имеет в своём составе несколько подразделений, занимающихся производством и распространением художественных фильмов, музыки, домашнего видео, телевизионных проектов, анимации. По состоянию на 2007 год была одним из наиболее коммерчески успешных дистрибьюторов независимого кино в Северной Америке.

## История
Первую независимую кинокомпанию с этим названием основал в 1976 году режиссёр Роберт Олтмен в Ванкувере, название выбрано в честь одноимённого моста в канадской провинции Британская Колумбия. В 1981 году Олтмен продал компанию. На протяжении 1990-х годов она была известна как Cinépix Film Properties Inc. (CFP). В 1997 году эту компанию приобрёл Фрэнк Гистра, владелец звукозаписывающей студии North Shore и производителя телесериалов Mandalay Television.
Гистра решил объединить свои медиа-активы в рамках учреждённой им в 1986 году компании IMI Computer Corp., которая после приобретения Cinépix была переименована в Lions Gate Entertainment. В 2006 году название было сокращено до Lionsgate. Компания является публичной, её акции торгуются на Нью-Йоркской фондовой бирже под тикером LGF.
В 2000-е годы Lionsgate Entertainment занималась скупкой других компаний, которые испытывали финансовые трудности. В частности, в 2003 году была приобретена независимая студия и дистрибьютор Artisan Entertainment. В январе 2012 года стало известно о приобретении Summit Entertainment за 412,5 млн долларов, а также принятии на себя её долгов в размере 500 млн.
30 июня 2016 года Lionsgate согласился купить Starz Inc., владеющую 14 кабельными каналами (включая одноимённый Starz), за 4,4 млрд долл. наличными и акциями; сделка завершилась 8 декабря.
В начале 2015 года компания открыла дочернее подразделение Lions Gate Capital, которое занимается инвестированием в американский фондовый рынок.
С 2022 года Lionsgate запретила официальный прокат своих картин в России в рамках санкционной политики, но возобновила в 2023 с фильмом "Джон Уик 4".
Весной 2024 года Lionsgate вышла на биржу NASDAQ, объединившись для этого с торгующейся там Screaming Eagle Acquisition Corp. Компания привлекла около 350 миллионов долларов. Телевизионное подразделение Starz было предварительно выделено в отдельный бизнес.